# مارغريت بيرك
مارغريت بيرك (29 ديسمبر 1965 بدبلن في جمهورية أيرلندا - ) (بالإنجليزية: Marguerite Burke) هي لاعبة كريكت أيرلندية. شاركت مع منتخب أيرلندا للكريكت.

## وصلات خارجية
- مارغريت بيرك على موقع إي آس بي آن كريك إنفو (الإنجليزية)